# ياسمين غوري
ياسمين غوري عارضة كندية ولدت يوم 23 آذار 1971 في مونتريال، كندا.

## حياتها
ولدت ياسمين في مونتريال، كندا لأم ألمانية وأب باكستاني، عملت ياسمين في ماكدونالدز وهي بعمر 17 سنة، حتى أكتشفها مصفف الشعر إدوارد زاكاريا.
وعلى الرغم من رفض والديها، بدأت ياسمين مسيرتها في عالم الموضة في ميامي وباريس قبل أن تنتقل إلى نيويورك عام 1990. وهنالك حظت بإهتمام النقاد ودور العرض.

## روابط أضافية
- ياسمين غوري على موقع IMDb (الإنجليزية)
- ياسمين غوري على موقع إن إن دي بي (الإنجليزية)
- ياسمين غوري على موقع قاعدة بيانات الفيلم (الإنجليزية)
- ياسمين غوري على موقع كينوبويسك (الروسية)
- ياسمين غوري على موقع دليل عارضات الأزياء (الإنجليزية)